# Ramiz Tahirov
Ramiz Firudin oglu Tahirov (en azerí: Ramiz Firudin oğlu Tahirov; Vladikavkaz, 16 de abril de 1966) es Viceministro de Defensa de la República de Azerbaiyán - Comandante de la Fuerza Aérea de Azerbaiyán.

## Biografía
Ramiz Tahirov nació el 16 de abril de 1966 en la ciudad Vladikavkaz de la Federación Rusa. 
En 1983 se graduó del liceo militar en Bakú. En 1988 se graduó con honores de la Academia Militar de Ingeniería Aérea en Kiev. También estudió en la Academia de Administración Pública de Azerbaiyán  y se graduó con honores en 2006.
De 1988 a 1992 sirvió en la Academia Militar de Defensa Aérea Militar de las Fuerzas Armadas de la Unión Soviética.
En los años 1992-2002 sirvió en las Fuerzas Armadas de Azerbaiyán. En 2002-2013 trabajó como asistente adjunto del Departamento de Asuntos Militares de la Administración Presidencial de Azerbaiyán.
El 14 de mayo de 2014 fue nombrado Viceministro de Defensa de la República de Azerbaiyán - Comandante de la Fuerza Aérea de Azerbaiyán. El 25 de junio de 2014, por la orden del Presidente de Azerbaiyán, Ramiz Tahirov recibió el rango militar teniente general.

## Premios y títulos
- Orden "Por la Patria" (2005)
- Medalla al Mérito Militar (Azerbaiyán) (2007)
- Orden "Por el servicio a la patria" (2015)
- Medalla "Centenario del ejército azerbaiyano"
- Orden Victoria (2020)[3]